# 1042
Portal Geschichte | Portal Biografien | Aktuelle Ereignisse | Jahreskalender | Tagesartikel

◄ |
10. Jahrhundert |
11. Jahrhundert
| 12. Jahrhundert | ►

◄ |
1010er |
1020er |
1030er |
1040er
| 1050er | 1060er | 1070er | ►

◄◄ |
◄ |
1038 |
1039 |
1040 |
1041 |
1042
| 1043 | 1044 | 1045 | 1046 | ► | ►►
Staatsoberhäupter  · Nekrolog
| Januar | Januar | Januar | Januar | Januar | Januar | Januar | Januar |
| Kw     | Mo     | Di     | Mi     | Do     | Fr     | Sa     | So     |
| ------ | ------ | ------ | ------ | ------ | ------ | ------ | ------ |
| 53     |        |        |        |        | 1      | 2      | 3      |
| 1      | 4      | 5      | 6      | 7      | 8      | 9      | 10     |
| 2      | 11     | 12     | 13     | 14     | 15     | 16     | 17     |
| 3      | 18     | 19     | 20     | 21     | 22     | 23     | 24     |
| 4      | 25     | 26     | 27     | 28     | 29     | 30     | 31     |

| Februar | Februar | Februar | Februar | Februar | Februar | Februar | Februar |
| Kw      | Mo      | Di      | Mi      | Do      | Fr      | Sa      | So      |
| ------- | ------- | ------- | ------- | ------- | ------- | ------- | ------- |
| 5       | 1       | 2       | 3       | 4       | 5       | 6       | 7       |
| 6       | 8       | 9       | 10      | 11      | 12      | 13      | 14      |
| 7       | 15      | 16      | 17      | 18      | 19      | 20      | 21      |
| 8       | 22      | 23      | 24      | 25      | 26      | 27      | 28      |

| März | März | März | März | März | März | März | März |
| Kw   | Mo   | Di   | Mi   | Do   | Fr   | Sa   | So   |
| ---- | ---- | ---- | ---- | ---- | ---- | ---- | ---- |
| 9    | 1    | 2    | 3    | 4    | 5    | 6    | 7    |
| 10   | 8    | 9    | 10   | 11   | 12   | 13   | 14   |
| 11   | 15   | 16   | 17   | 18   | 19   | 20   | 21   |
| 12   | 22   | 23   | 24   | 25   | 26   | 27   | 28   |
| 13   | 29   | 30   | 31   |      |      |      |      |

| April | April | April | April | April | April | April | April |
| Kw    | Mo    | Di    | Mi    | Do    | Fr    | Sa    | So    |
| ----- | ----- | ----- | ----- | ----- | ----- | ----- | ----- |
| 13    |       |       |       | 1     | 2     | 3     | 4     |
| 14    | 5     | 6     | 7     | 8     | 9     | 10    | 11    |
| 15    | 12    | 13    | 14    | 15    | 16    | 17    | 18    |
| 16    | 19    | 20    | 21    | 22    | 23    | 24    | 25    |
| 17    | 26    | 27    | 28    | 29    | 30    |       |       |

| Mai | Mai | Mai | Mai | Mai | Mai | Mai | Mai |
| Kw  | Mo  | Di  | Mi  | Do  | Fr  | Sa  | So  |
| --- | --- | --- | --- | --- | --- | --- | --- |
| 17  |     |     |     |     |     | 1   | 2   |
| 18  | 3   | 4   | 5   | 6   | 7   | 8   | 9   |
| 19  | 10  | 11  | 12  | 13  | 14  | 15  | 16  |
| 20  | 17  | 18  | 19  | 20  | 21  | 22  | 23  |
| 21  | 24  | 25  | 26  | 27  | 28  | 29  | 30  |
| 22  | 31  |     |     |     |     |     |     |

| Juni | Juni | Juni | Juni | Juni | Juni | Juni | Juni |
| Kw   | Mo   | Di   | Mi   | Do   | Fr   | Sa   | So   |
| ---- | ---- | ---- | ---- | ---- | ---- | ---- | ---- |
| 22   |      | 1    | 2    | 3    | 4    | 5    | 6    |
| 23   | 7    | 8    | 9    | 10   | 11   | 12   | 13   |
| 24   | 14   | 15   | 16   | 17   | 18   | 19   | 20   |
| 25   | 21   | 22   | 23   | 24   | 25   | 26   | 27   |
| 26   | 28   | 29   | 30   |      |      |      |      |

| Juli | Juli | Juli | Juli | Juli | Juli | Juli | Juli |
| Kw   | Mo   | Di   | Mi   | Do   | Fr   | Sa   | So   |
| ---- | ---- | ---- | ---- | ---- | ---- | ---- | ---- |
| 26   |      |      |      | 1    | 2    | 3    | 4    |
| 27   | 5    | 6    | 7    | 8    | 9    | 10   | 11   |
| 28   | 12   | 13   | 14   | 15   | 16   | 17   | 18   |
| 29   | 19   | 20   | 21   | 22   | 23   | 24   | 25   |
| 30   | 26   | 27   | 28   | 29   | 30   | 31   |      |

| August | August | August | August | August | August | August | August |
| Kw     | Mo     | Di     | Mi     | Do     | Fr     | Sa     | So     |
| ------ | ------ | ------ | ------ | ------ | ------ | ------ | ------ |
| 30     |        |        |        |        |        |        | 1      |
| 31     | 2      | 3      | 4      | 5      | 6      | 7      | 8      |
| 32     | 9      | 10     | 11     | 12     | 13     | 14     | 15     |
| 33     | 16     | 17     | 18     | 19     | 20     | 21     | 22     |
| 34     | 23     | 24     | 25     | 26     | 27     | 28     | 29     |
| 35     | 30     | 31     |        |        |        |        |        |

| September | September | September | September | September | September | September | September |
| Kw        | Mo        | Di        | Mi        | Do        | Fr        | Sa        | So        |
| --------- | --------- | --------- | --------- | --------- | --------- | --------- | --------- |
| 35        |           |           | 1         | 2         | 3         | 4         | 5         |
| 36        | 6         | 7         | 8         | 9         | 10        | 11        | 12        |
| 37        | 13        | 14        | 15        | 16        | 17        | 18        | 19        |
| 38        | 20        | 21        | 22        | 23        | 24        | 25        | 26        |
| 39        | 27        | 28        | 29        | 30        |           |           |           |

| Oktober | Oktober | Oktober | Oktober | Oktober | Oktober | Oktober | Oktober |
| Kw      | Mo      | Di      | Mi      | Do      | Fr      | Sa      | So      |
| ------- | ------- | ------- | ------- | ------- | ------- | ------- | ------- |
| 39      |         |         |         |         | 1       | 2       | 3       |
| 40      | 4       | 5       | 6       | 7       | 8       | 9       | 10      |
| 41      | 11      | 12      | 13      | 14      | 15      | 16      | 17      |
| 42      | 18      | 19      | 20      | 21      | 22      | 23      | 24      |
| 43      | 25      | 26      | 27      | 28      | 29      | 30      | 31      |

| November | November | November | November | November | November | November | November |
| Kw       | Mo       | Di       | Mi       | Do       | Fr       | Sa       | So       |
| -------- | -------- | -------- | -------- | -------- | -------- | -------- | -------- |
| 44       | 1        | 2        | 3        | 4        | 5        | 6        | 7        |
| 45       | 8        | 9        | 10       | 11       | 12       | 13       | 14       |
| 46       | 15       | 16       | 17       | 18       | 19       | 20       | 21       |
| 47       | 22       | 23       | 24       | 25       | 26       | 27       | 28       |
| 48       | 29       | 30       |          |          |          |          |          |

| Dezember | Dezember | Dezember | Dezember | Dezember | Dezember | Dezember | Dezember |
| Kw       | Mo       | Di       | Mi       | Do       | Fr       | Sa       | So       |
| -------- | -------- | -------- | -------- | -------- | -------- | -------- | -------- |
| 48       |          |          | 1        | 2        | 3        | 4        | 5        |
| 49       | 6        | 7        | 8        | 9        | 10       | 11       | 12       |
| 50       | 13       | 14       | 15       | 16       | 17       | 18       | 19       |
| 51       | 20       | 21       | 22       | 23       | 24       | 25       | 26       |
| 52       | 27       | 28       | 29       | 30       | 31       |          |          |

| Januar | Januar | Januar | Januar | Januar | Januar | Januar | Januar |
| Kw     | Mo     | Di     | Mi     | Do     | Fr     | Sa     | So     |
| ------ | ------ | ------ | ------ | ------ | ------ | ------ | ------ |
| 53     |        |        |        |        | 1      | 2      | 3      |
| 1      | 4      | 5      | 6      | 7      | 8      | 9      | 10     |
| 2      | 11     | 12     | 13     | 14     | 15     | 16     | 17     |
| 3      | 18     | 19     | 20     | 21     | 22     | 23     | 24     |
| 4      | 25     | 26     | 27     | 28     | 29     | 30     | 31     |

| Februar | Februar | Februar | Februar | Februar | Februar | Februar | Februar |
| Kw      | Mo      | Di      | Mi      | Do      | Fr      | Sa      | So      |
| ------- | ------- | ------- | ------- | ------- | ------- | ------- | ------- |
| 5       | 1       | 2       | 3       | 4       | 5       | 6       | 7       |
| 6       | 8       | 9       | 10      | 11      | 12      | 13      | 14      |
| 7       | 15      | 16      | 17      | 18      | 19      | 20      | 21      |
| 8       | 22      | 23      | 24      | 25      | 26      | 27      | 28      |

| März | März | März | März | März | März | März | März |
| Kw   | Mo   | Di   | Mi   | Do   | Fr   | Sa   | So   |
| ---- | ---- | ---- | ---- | ---- | ---- | ---- | ---- |
| 9    | 1    | 2    | 3    | 4    | 5    | 6    | 7    |
| 10   | 8    | 9    | 10   | 11   | 12   | 13   | 14   |
| 11   | 15   | 16   | 17   | 18   | 19   | 20   | 21   |
| 12   | 22   | 23   | 24   | 25   | 26   | 27   | 28   |
| 13   | 29   | 30   | 31   |      |      |      |      |

| April | April | April | April | April | April | April | April |
| Kw    | Mo    | Di    | Mi    | Do    | Fr    | Sa    | So    |
| ----- | ----- | ----- | ----- | ----- | ----- | ----- | ----- |
| 13    |       |       |       | 1     | 2     | 3     | 4     |
| 14    | 5     | 6     | 7     | 8     | 9     | 10    | 11    |
| 15    | 12    | 13    | 14    | 15    | 16    | 17    | 18    |
| 16    | 19    | 20    | 21    | 22    | 23    | 24    | 25    |
| 17    | 26    | 27    | 28    | 29    | 30    |       |       |

| Mai | Mai | Mai | Mai | Mai | Mai | Mai | Mai |
| Kw  | Mo  | Di  | Mi  | Do  | Fr  | Sa  | So  |
| --- | --- | --- | --- | --- | --- | --- | --- |
| 17  |     |     |     |     |     | 1   | 2   |
| 18  | 3   | 4   | 5   | 6   | 7   | 8   | 9   |
| 19  | 10  | 11  | 12  | 13  | 14  | 15  | 16  |
| 20  | 17  | 18  | 19  | 20  | 21  | 22  | 23  |
| 21  | 24  | 25  | 26  | 27  | 28  | 29  | 30  |
| 22  | 31  |     |     |     |     |     |     |

| Juni | Juni | Juni | Juni | Juni | Juni | Juni | Juni |
| Kw   | Mo   | Di   | Mi   | Do   | Fr   | Sa   | So   |
| ---- | ---- | ---- | ---- | ---- | ---- | ---- | ---- |
| 22   |      | 1    | 2    | 3    | 4    | 5    | 6    |
| 23   | 7    | 8    | 9    | 10   | 11   | 12   | 13   |
| 24   | 14   | 15   | 16   | 17   | 18   | 19   | 20   |
| 25   | 21   | 22   | 23   | 24   | 25   | 26   | 27   |
| 26   | 28   | 29   | 30   |      |      |      |      |

| Juli | Juli | Juli | Juli | Juli | Juli | Juli | Juli |
| Kw   | Mo   | Di   | Mi   | Do   | Fr   | Sa   | So   |
| ---- | ---- | ---- | ---- | ---- | ---- | ---- | ---- |
| 26   |      |      |      | 1    | 2    | 3    | 4    |
| 27   | 5    | 6    | 7    | 8    | 9    | 10   | 11   |
| 28   | 12   | 13   | 14   | 15   | 16   | 17   | 18   |
| 29   | 19   | 20   | 21   | 22   | 23   | 24   | 25   |
| 30   | 26   | 27   | 28   | 29   | 30   | 31   |      |

| August | August | August | August | August | August | August | August |
| Kw     | Mo     | Di     | Mi     | Do     | Fr     | Sa     | So     |
| ------ | ------ | ------ | ------ | ------ | ------ | ------ | ------ |
| 30     |        |        |        |        |        |        | 1      |
| 31     | 2      | 3      | 4      | 5      | 6      | 7      | 8      |
| 32     | 9      | 10     | 11     | 12     | 13     | 14     | 15     |
| 33     | 16     | 17     | 18     | 19     | 20     | 21     | 22     |
| 34     | 23     | 24     | 25     | 26     | 27     | 28     | 29     |
| 35     | 30     | 31     |        |        |        |        |        |

| September | September | September | September | September | September | September | September |
| Kw        | Mo        | Di        | Mi        | Do        | Fr        | Sa        | So        |
| --------- | --------- | --------- | --------- | --------- | --------- | --------- | --------- |
| 35        |           |           | 1         | 2         | 3         | 4         | 5         |
| 36        | 6         | 7         | 8         | 9         | 10        | 11        | 12        |
| 37        | 13        | 14        | 15        | 16        | 17        | 18        | 19        |
| 38        | 20        | 21        | 22        | 23        | 24        | 25        | 26        |
| 39        | 27        | 28        | 29        | 30        |           |           |           |

| Oktober | Oktober | Oktober | Oktober | Oktober | Oktober | Oktober | Oktober |
| Kw      | Mo      | Di      | Mi      | Do      | Fr      | Sa      | So      |
| ------- | ------- | ------- | ------- | ------- | ------- | ------- | ------- |
| 39      |         |         |         |         | 1       | 2       | 3       |
| 40      | 4       | 5       | 6       | 7       | 8       | 9       | 10      |
| 41      | 11      | 12      | 13      | 14      | 15      | 16      | 17      |
| 42      | 18      | 19      | 20      | 21      | 22      | 23      | 24      |
| 43      | 25      | 26      | 27      | 28      | 29      | 30      | 31      |

| November | November | November | November | November | November | November | November |
| Kw       | Mo       | Di       | Mi       | Do       | Fr       | Sa       | So       |
| -------- | -------- | -------- | -------- | -------- | -------- | -------- | -------- |
| 44       | 1        | 2        | 3        | 4        | 5        | 6        | 7        |
| 45       | 8        | 9        | 10       | 11       | 12       | 13       | 14       |
| 46       | 15       | 16       | 17       | 18       | 19       | 20       | 21       |
| 47       | 22       | 23       | 24       | 25       | 26       | 27       | 28       |
| 48       | 29       | 30       |          |          |          |          |          |

| Dezember | Dezember | Dezember | Dezember | Dezember | Dezember | Dezember | Dezember |
| Kw       | Mo       | Di       | Mi       | Do       | Fr       | Sa       | So       |
| -------- | -------- | -------- | -------- | -------- | -------- | -------- | -------- |
| 48       |          |          | 1        | 2        | 3        | 4        | 5        |
| 49       | 6        | 7        | 8        | 9        | 10       | 11       | 12       |
| 50       | 13       | 14       | 15       | 16       | 17       | 18       | 19       |
| 51       | 20       | 21       | 22       | 23       | 24       | 25       | 26       |
| 52       | 27       | 28       | 29       | 30       | 31       |          |          |

## Ereignisse

### Politik und Weltgeschehen

#### Byzantinisches Reich

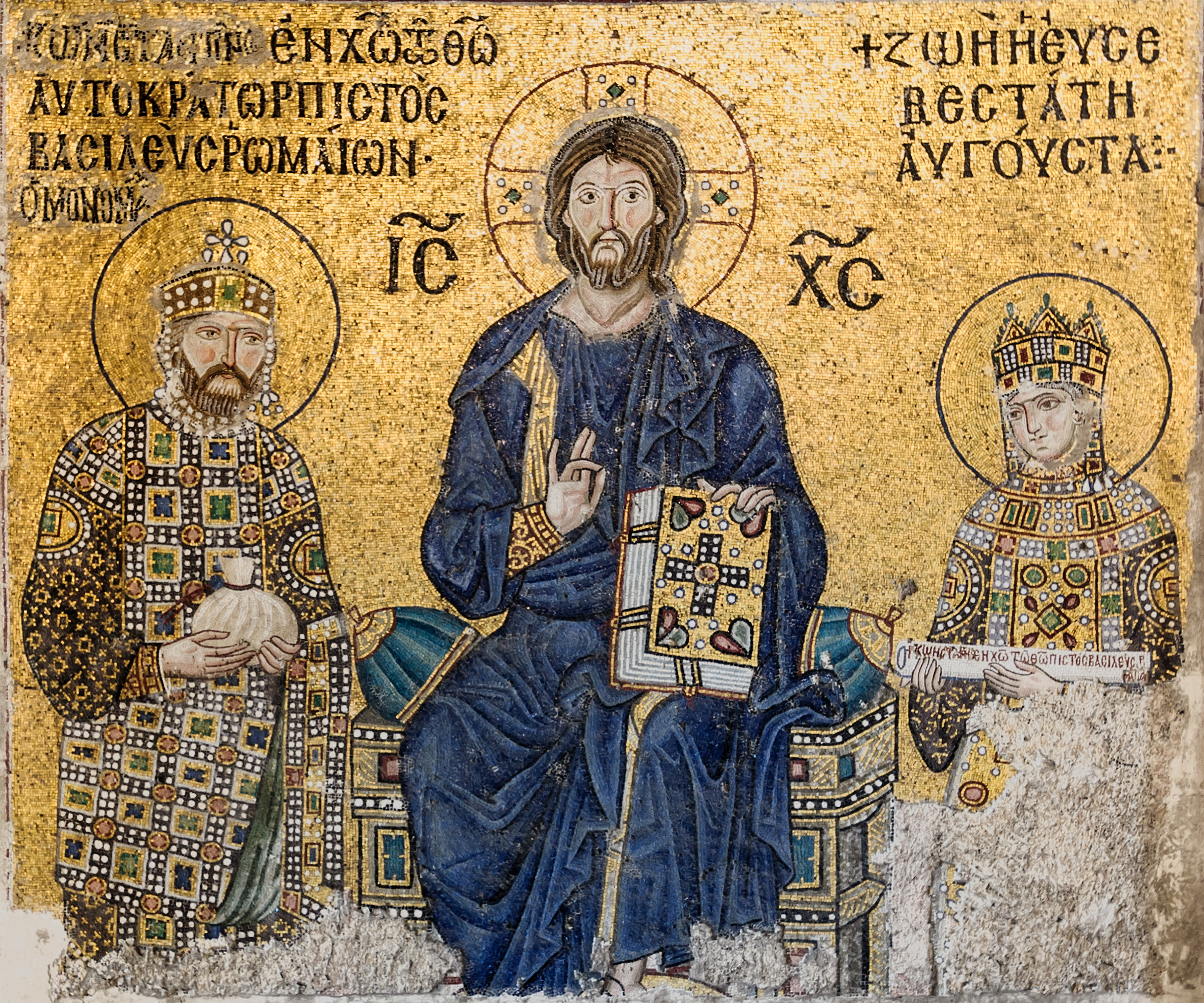
Mosaik von Konstantin IX. und Kaiserin Zoë

Der byzantinische Kaiser Michael V., dessen Beziehung zu seiner Adoptivmutter Zoe anfangs nach seiner Thronbesteigung im Vorjahr gut gewesen ist, entwickelt bald eine tiefe Abneigung gegen sie. Den zeitgenössischen Quellen zufolge versetzt ihn die Tatsache, dass Zoe formal über ihm steht und in Proklamationen zuerst genannt wird, in Wut. Am 18./19. April verbannt er Zoe daher in ein Kloster. Die Verkündung dieser Entscheidung führt jedoch am 21. April zu einem Volksaufstand, da die Bevölkerung die Abschiebung der legitimen Kaiserin nicht akzeptieren will. Michael wird abgesetzt, geblendet und in ein Kloster gesteckt, wo er am 24. August verstirbt. Zoe wird nach Michaels Absetzung gemeinsam mit ihrer Schwester Theodora III. zur Kaiserin bestimmt. Theodoras Regentschaft ist jedoch bereits am 11. Juni wieder zu Ende, als Zoe Konstantin IX. heiratet, der daraufhin gemeinsam mit ihr die Regierungsgeschäfte übernimmt. 
Theophilos Erotikos, Strategos in Zypern, nutzt die Thronwirren und entfacht eine Revolte, in deren Verlauf der kaiserliche Krites („Richter“) Theophylaktos, der auch für die Eintreibung der Provinzialabgaben zuständig ist, ermordet wird. Der neue Kaiser Konstantin IX. entsendet eine Flotte unter dem Kommando des Konstantin Chage, der den Aufstand der Zyprioten rasch niederschlägt und Erotikos gefangen nimmt. Dieser wird in Konstantinopel öffentlich gedemütigt und seine Besitzungen eingezogen, er selbst jedoch wieder freigelassen. 

#### England / Skandinavien

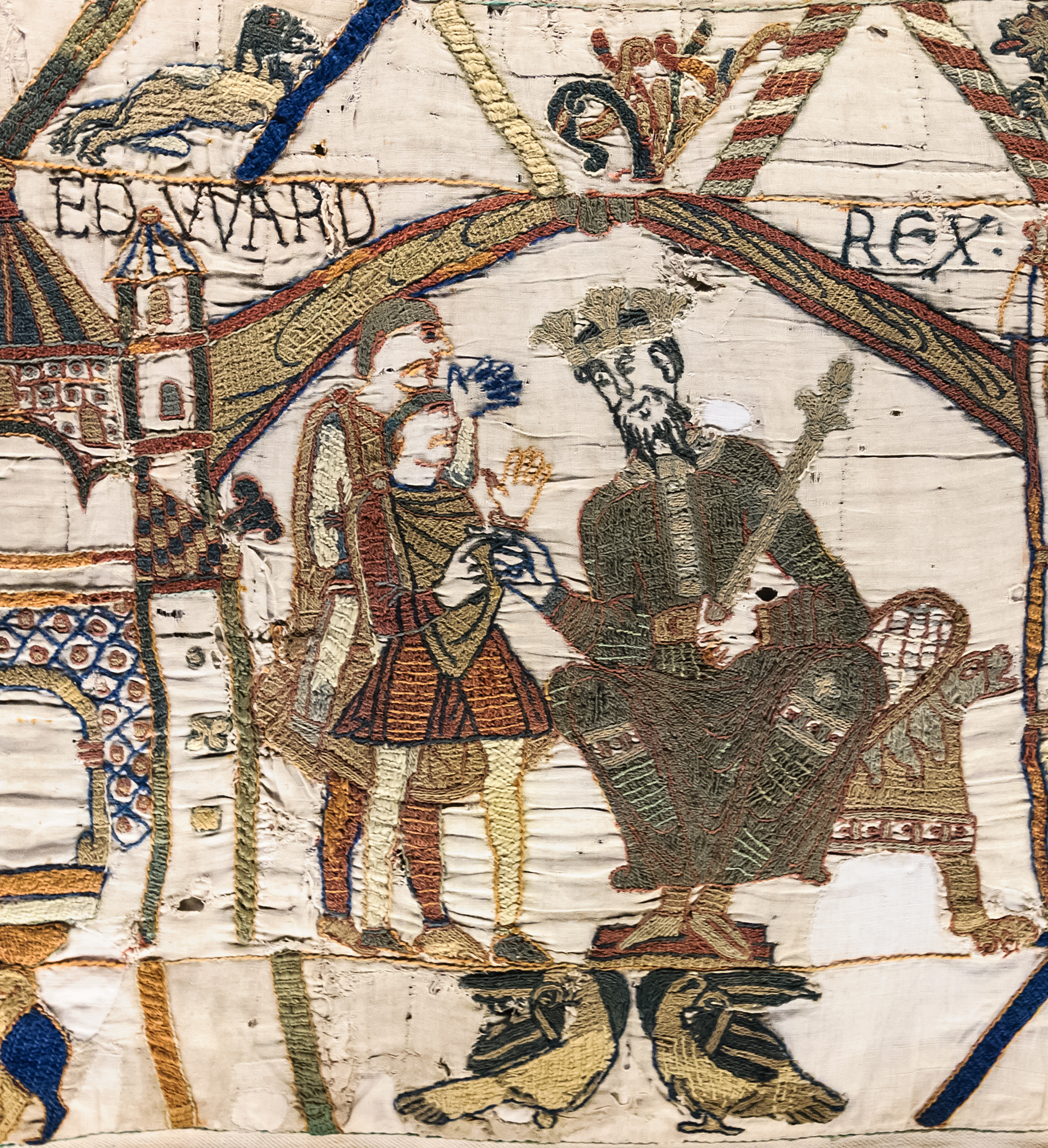
Edvvard Rex (König Eduard), Darstellung auf dem Teppich von Bayeux

Hardiknut, König von England und Dänemark, trinkt sich am 8. Juni bei einer Hochzeit zu Tode. Da er während seiner Regierungszeit keine Akzente gesetzt hat, sterben mit ihm auch die hochfliegenden Pläne seines Vaters Knut des Großen auf eine langlebige, über Skandinavien und England herrschende anglo-skandinavische Familiendynastie. Hardiknuts Nachfolger als König von England wird sein Halbbruder Eduard der Bekenner, der schon seit dem Vorjahr an den Regierungsgeschäften beteiligt war. In Dänemark findet sich kein geeigneter Nachfolger. Dieses Machtvakuum füllt König Magnus I. von Norwegen aus, der die Macht in dem skandinavischen Land übernimmt und in der Folge auch den Herrschaftsanspruch auf England stellt.

#### Heiliges Römisches Reich
Im Februar überträgt der römisch-deutsche König Heinrich III. unter Umgehung des Wahlrechts des Stammes das Herzogtum Bayern, das er zuvor 15 Jahre selbst verwaltet hat, an Heinrich II. von Luxemburg. Der stammesfremde Herzog ist damit stark vom König abhängig.
Im gleichen Monat greift der ungarische König Sámuel Aba die Marcha orientalis und die karantanische Mark an. Gleichzeitig mit dem südlich der Donau unter Abas Führung vorrückenden Heer schickt er auch ein Heer nördlich der Donau los. Das südliche Heer rückt bis zur Traisen vor und zieht dann über Tulln mit großer Beute heim. Der nördlich der Donau vorrückende Heerhaufen wird hingegen von Markgraf Adalbert dem Siegreichen und seinem Sohn Luitpold vernichtend geschlagen. Als Antwort auf den ungarischen Angriff dringt König Heinrich III. zusammen mit Peter Orseolo, den Sámuel Aba im Vorjahr vom ungarischen Thron gestoßen hat, Herzog Břetislav I. von Böhmen, Herzog Heinrich II. von Luxemburg und Markgraf Adalbert in Ungarn ein. Sie erobern die urbs Heimenburc (Hainburg) und zerstören sie. Danach stoßen sie am nördlichen Donauufer vor, nehmen Pressburg ein und rücken bis Gran vor. Dabei wird eine Reihe von Burgen erobert und Bela, einem Neffen des ehemaligen ungarischen Königs Stephan, übergeben.

#### Al-Andalus

Taifa-Reich Sevilla unter den Abbadiden

Im Taifa-Königreich von Sevilla stirbt Abbad I., der erste Herrscher aus der Dynastie der Abbadiden. Nachfolger wird sein Sohn Abbad II. al-Mu'tadid, der seinen Herrschaftsbereich in den folgenden Jahren erheblich ausdehnen wird. 

#### Kaukasus
- Schlacht von Sasireti

### Religion

#### Bistum Eichstätt

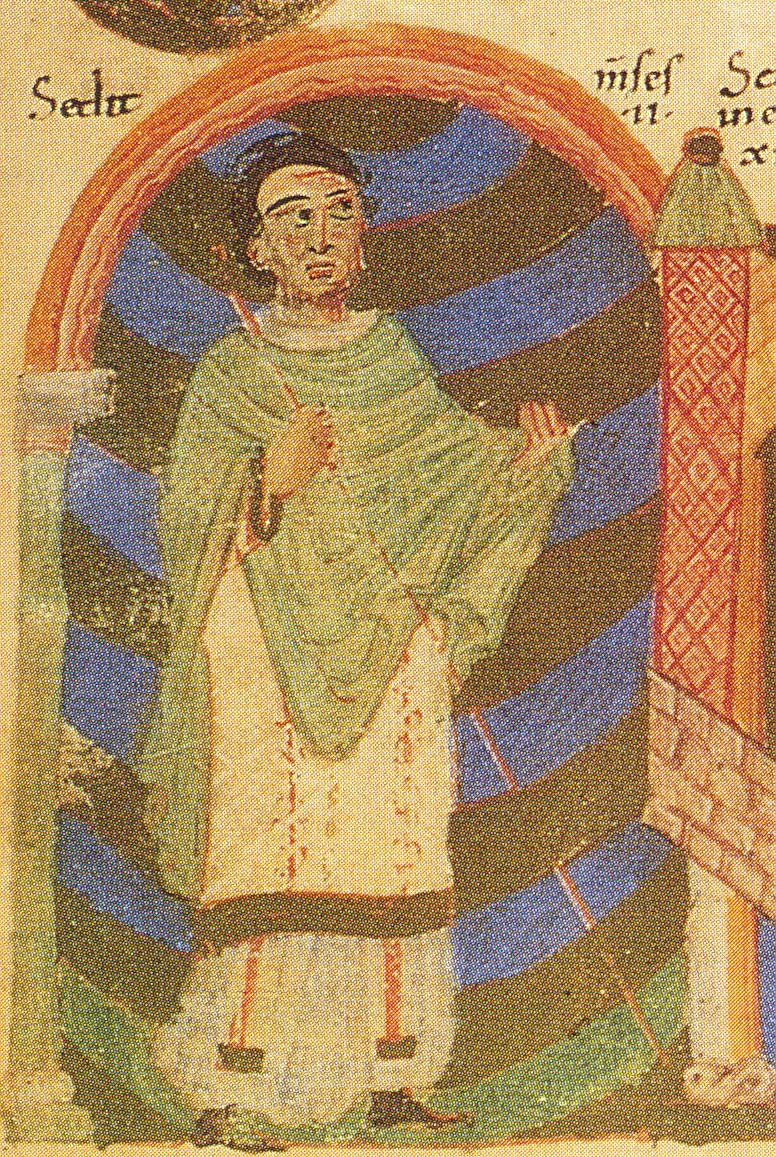
Bischof Gezemann im Pontifikale Gundekarianum

Heribert, Fürstbischof von Eichstätt, stirbt nach 20-jähriger Herrschaft am 24. Juli in der Nähe von Freising. Offenbar hat er eine Verlegung des Bischofssitzes nach Neuburg an der Donau geplant. Dorthin wollte er sogar die Gebeine des Bistumsgründers Willibald von Eichstätt überführen. Heinrich III. bzw. das Bistum Augsburg verhindern jedoch, dass Neuburg in den Besitz Heriberts gelangt. Laut Anonymus von Herrieden führt die Enttäuschung zum Tod Heriberts auf dem Rückweg vom Kaiserhof. Zu seinem Nachfolger ernennt König Heinrich III. auf Fürsprache von Bischof Bruno von Würzburg Heriberts Bruder Gezemann. Gezemann und Bruno weihen am 14. Oktober gemeinsam die Kirche des Klosters St. Walburg. Drei Tage später stirbt auch Gezemann und wird von Bischof Bruno neben seinem Bruder im Dom bestattet. Zu seinem Nachfolger wird der 20-jährige Gebhard I. ernannt, der sich jedoch nicht nach Eichstätt begibt, sondern als Sekretär Heinrichs III. am Kaiserhof bleibt.

#### Bistum Münster
Hermann I., Bischof von Münster, stirbt 10 Jahre nach seinem Amtsantritt am 22. Juli. Sein Nachfolger wird Rudbert. Über dessen Herkunft ist nichts bekannt.

## Geboren
- Bolesław II., König von Polen († 1081)
- Fujiwara no Morozane, Regent für den japanischen Tennō und Oberhaupt der Familie Fujiwara († 1101)
- García, König von Galicien († 1090)
- Gissur Ísleifsson, Bischof von Island († 1118)
- Ludwig der Springer, Graf in Thüringen († 1123)
- Neusurpa Yeshe Bar, tibetischer Mönch und Klostergründer, Geistlicher der Kadam-Tradition des tibetischen Buddhismus († 1118)

## Gestorben

### Todesdatum gesichert
- 10. Januar: Anuschtegin ad-Duzbiri, Statthalter der Fatimiden in Palästina und Syrien
- 8. Juni: Hardiknut, König von England und König von Dänemark (* 1018/1019)
- 22. Juli: Hermann I., Bischof von Münster
- 24. Juli: Heribert, Fürstbischof von Eichstätt
- 24. August: Michael V., Kaiser des Byzantinischen Reichs
- 17. Oktober: Gezemann, Fürstbischof von Eichstätt

### Genaues Todesdatum unbekannt
- Abbad I., Begründer und Namensgeber der islamischen Abbadiden-Dynastie in Sevilla
- Friedrich I., Graf von Goseck, Graf von Merseburg und Pfalzgraf von Sachsen
- Irmingard von Verdun, Gräfin von Hammerstein, in der Wetterau und im Engersgau (* um 975)